# Никола Вражалски
Никола Иванов Вражалски (на македонска литературна норма: Никола Вражалски) е юрист, прокурор и депутат от Република Македония.

## Биография
Роден е на 12 май 1914 година в Кочани. Завършва през 1940 година Юридическия факултет на Белградския университет. Делегат е на Първото заседание на АСНОМ. Вражалски е народен представител в Учредителното събрание на Народна Република Македония от Кочанско и член на Учредителния комитет за подготовка на Конституцията на СРМ от 1946 година.
Прокурор на НРМ от 1946 до 1948 година. Вражалски е прокурор на процеса срещу дейците на Демократичния фронт на Македония „Илинден 1903“ през февруари 1946 година и иска смъртни присъди за четирима от обвиняемите - Коста Хрисимов, Димитър Златарев, Илия Чулев и Стефан Кузманов.
След Резолюцията на Информбюро за ЮКП и разрива Тито-Сталин през юни 1948 година, Вражалски е интерниран в лагера Голи Оток като информибюровец.
Умира в Скопие през 1997 година. В негова чест е наречена улица в родния му град Кочани.